# Osservatorio Allegheny
L'osservatorio Allegheny è un centro di ricerca astronomico situato sui monti Allegheny, gestito dall'Università di Pittsburgh. Il suo codice UAI è 778.
Si trova circa 7 km a nord di Pittsburgh, in Pennsylvania.
Fu inaugurato nel 1859 e doveva servire inizialmente per l'educazione astronomica del grande pubblico, ma nel 1867, in seguito ad una scarsità di proventi, venne donato all'università di Pittsburgh.
Ospita i seguenti strumenti principali:
- telescopio rifrattore "Thaw Memorial" da 30 pollici (76 cm)
- telescopio riflettore "Keeler Memorial" da 30 pollici
- telescopio rifrattore "Fitz-Clark" da 13 pollici

Il 18 novembre 1883, a mezzogiorno, l'osservatorio lanciò un segnale telegrafico per la sincronizzazione degli orologi delle compagnie ferroviarie operanti in tutto il Nord America. Fino ad allora, a causa dei differenti fusi orari, si erano verificati molti problemi riguardanti gli orari dei treni.
Attualmente l'osservatorio è impiegato principalmente per la ricerca di pianeti extrasolari.